# Schulstraße 12 (Merkendorf)
Die ehemalige Schmiede Schulstraße 12 ist ein eingeschossiges giebelständiges Gebäude mit Steildach in der Schulstraße 12 der Stadt Merkendorf im Fränkischen Seenland (Mittelfranken) und steht unter Denkmalschutz.

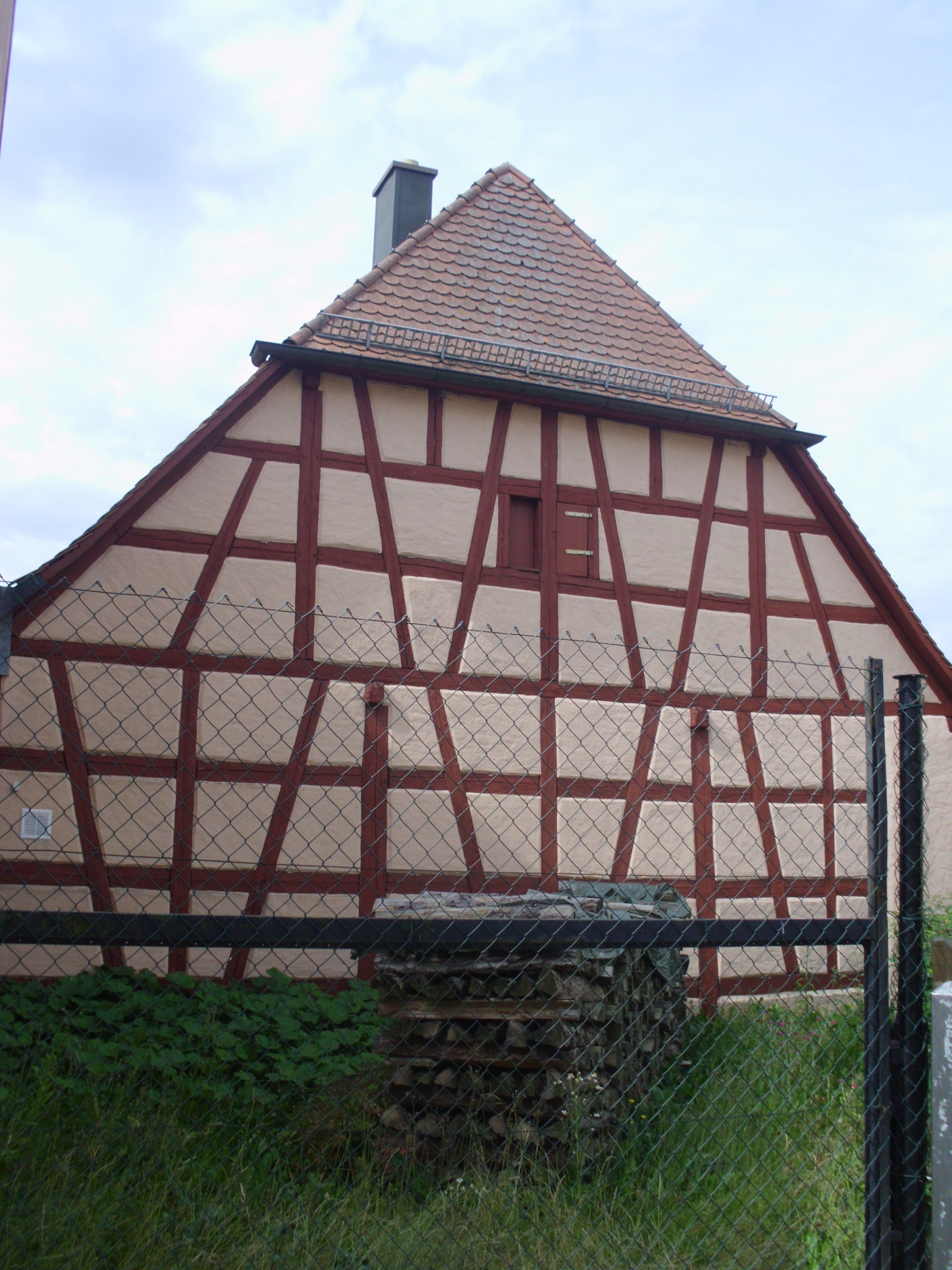
Fachwerkscheune in der Schulstraße 12

## Bau
Das in Massivbauweise errichtete Gebäude wurde im 18. / frühen 19. Jahrhundert errichtet, die Fachwerkscheune mit Halbwalm im 18. Jahrhundert.